# 神代文字
神代文字（日语：／ Jindaimoji, Kamiyomoji ?），指的是漢字傳入日本前，所被使用文字的總稱。包括筑紫文字、北海道異体文字和阿比留草文字等。江戶時期開始有人對其真假進行過論證（事實上大多數的證據也集中在那個時代），因此近代对于神代文字存在性，日本学界有正反两方。

## 概說
神代文字是指上代日本語以前或神武天皇的時代所被使用的文字總稱。有時被作為推定在西元前660年之前的文字。二次大戰時軍國主義教育的在野學者曾宣傳其為日本最早的文字，以此表明日本早於史前已擁有獨立文化，其真實性一直成疑。江戶時期的學者也有一些稱之為「日文」，（與漢語中的日文意思不同）意為日本固有的文字。至今仍被許多古神道與古史古傳之信奉者所信。
儘管如此，大多數神社的御神体和石碑等施設上會有記載神代文字、做法事的時候也會有用到。甚至一些神社會在售賣的護身符上使用。過去的忍者在寫機密文件或者忍術的秘笈的時候也會使用它，甚至把其當作暗號來使用。

## 歷史
鐮倉時代中期神官卜部兼方（又名卜部懷賢）最早為《日本書紀》作注，在其著作《釋日本紀》中最早言及神代文字：「於和字者、其起可在神代歟。所謂此紀一書之説、陰陽二神生蛭児。天神以太占卜之。乃卜定時日而降之。無文字者、豈可成卜哉者」。他認為，漢字是應神天皇時代（西元270年至310年）傳入的，假名是由神代文字演變而來的，理由是舊時龜卜上有刻辭，這種刻辭或許是神代所為。不少神道家支持這一看法。
1367年，忌部正通《神代口訣》序：「神代文字象形也。應神天皇御宇異域典經始來朝。聖德太子以漢字附日本字。」
江戶時代，國學研究興盛，一些國粹主義者極力主張存在神代文字，中心人物為著有《神字日文傳》的平田篤胤。（平田篤胤一開始是否定神代文字之論者，晚期轉為支持神代文字存在之說。）
昭和時代初期，一些人聲稱擁有該文字寫成的文獻。

## 主要的神代文字
古史古傳中提及的文字
- 天名地鎮（日语：天名地鎮） - 和太占有關。
- ヲシテ（日语：ヲシテ） - 《秀真傳（日语：ホツマツタヱ）》中使用的文字。
- 迦多迦牟那文字（日语：カタカムナ文字） - 迦多迦牟那文明（日语：カタカムナ文明）所使用的文字。
- サンカ文字 - 三角寛（日语：三角寛）基於豐國文字（日语：豊国文字）創作的文字。
- 豐國文字（日语：豊国文字） - 《上記（日语：上記）》中使用的文字。

帶有物證的文字

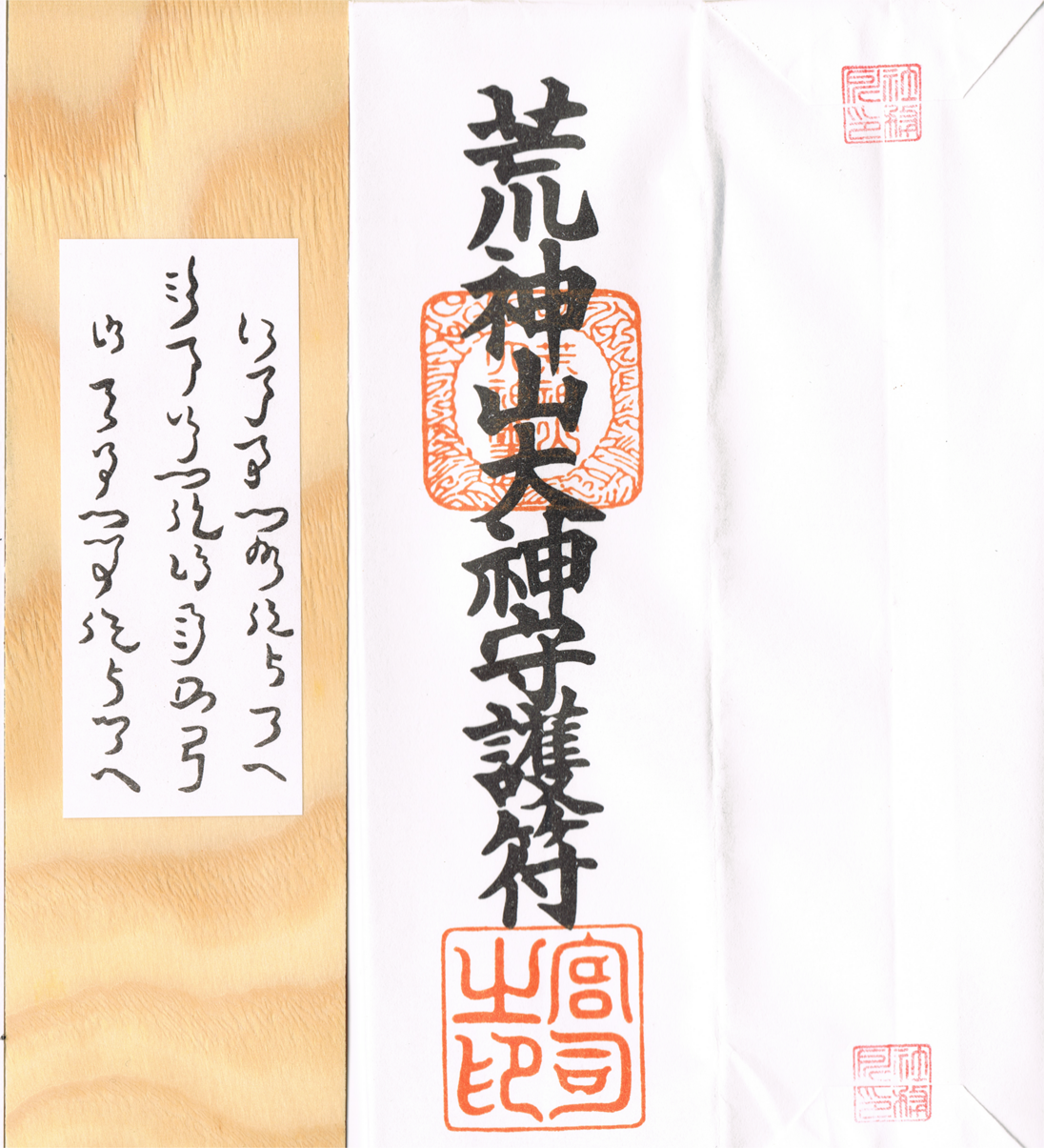
阿比留草文字
荒神山神社的符籙

ヲシテ基本48文字

モトアケ（小笠原長武写本）。

ホツマツタヱ（秀眞政傳紀）
主编 太田田根子/書写 和仁估安聡 公元1775年

- 北海道異体文字（日语：北海道異体文字） - 北海道地區發現的文字。
- 筑紫文字（日语：筑紫文字） - 筑後国的古墳中壁畫上的文字。

甲骨文字、金文等類似漢字的文字
- 阿比留草文字（日语：阿比留草文字） - 在神廟中使用的一種文字。
- 琉球古字（日语：琉球古字） - 琉球地區發現的文字。

其他
- 阿比留文字（日语：阿比留文字）- 對馬傳來的文字。
- 阿波文字（日语：阿波文字） - 阿波国名東郡的神社發現的文字。
- 出雲文字（日语：出雲文字） - 出雲国的書島上被發現的文字。
- 對馬文字（日语：対馬文字） - 對馬特定地區神廟中用的一種文字。

## 學術爭論
對於神代文字存在性，日本學界有正反兩方。支持其存在的一方所主張的，幾乎都是以其具有作為文字的特性為論點，證明它作為表示意思的符號所存在具有意義。而否定的一方則主要主張使用這種文字並不能完全記述一件事情，即其作為文字所體現的功能性不全面。
对神代文字持否定意见的學者，日本语学家筑岛裕教授的評論如下：
- 至奈良时代，12個清音及其浊音均有甲、乙两类。当时，行和行中的的发音是不同的。行和行的区别于天曆年间（947年至957年）消失。若当时确实存在神代文字，理应有与上述记载相应的文字。
- 上古日語有八十八種音節，平安時代以後合流為五十音。五十音图约出现于平安时代初、中期，伊吕波歌创作于平安中期以后。但神代文字的字顺既類於伊呂波歌，總數亦只有五十個，吻和平安時代以後日語的特徵，而殊異於所稱上古時代的語言。
- 从字形看，神代文字的字形多数是仿照朝鲜语的谚文，出现于15世纪。
- 神代文字被大量發現，為江户时代之後，而且多限于字母表，少见用此种文字书写的词语和文章。（實際上仍有其文獻存在，不過多半被認定為偽書。）
- 根據《隋書》〈卷八十一· 列傳第四十六· 東夷· 俀國〉記載：「無文字 唯刻木結繩 敬佛法 於百濟求得佛經 始有文字」，鎌倉時代的《二中歷》亦有記載：。證明在汉字传入日本前，日本无文字。如果已有文字，便不必引进汉字了。

## 相關
- 神誌文字 - 傳說中漢字傳入朝鮮半島前的固有文字。